# Saint-Jean-le-Comtal
Saint-Jean-le-Comtal è un comune francese di 396 abitanti situato nel dipartimento del Gers nella regione dell'Occitania.

## Geografia fisica

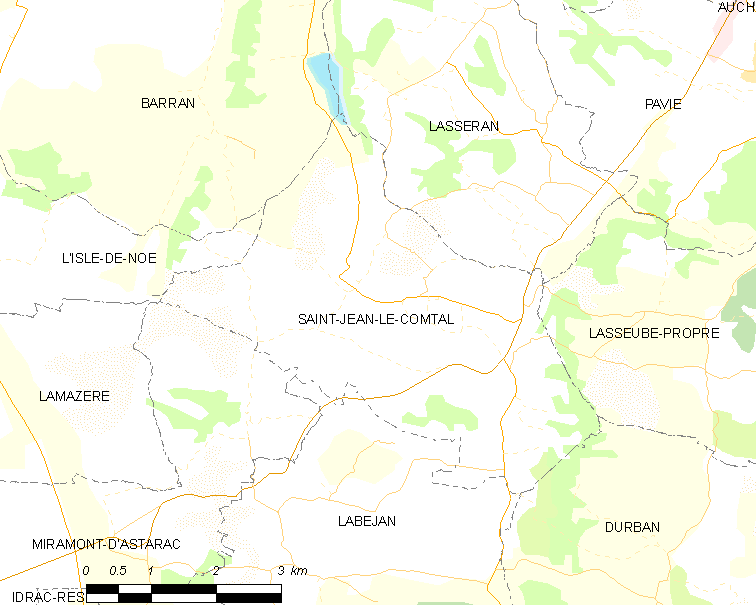
Situazione di Saint-Jean-le-Comtal

## Società

### Evoluzione demografica
Abitanti censiti